# 特里芬兩難
特里芬兩難，或稱特里芬困境、特里芬悖论、特里芬难题，為一經濟理論：当一个国家的货币同时作为国际储备货币时，有可能造成国内短期经济目标和国际长期经济目标的利益冲突。这困境最早是由比利时裔美国经济学家罗伯特·特里芬在1960年代提出。他指出，当外国想持有该国货币（全球储备货币）时，该国必须愿意提供额外货币供应，輸出至國外以满足世界对于这个“储备”货币的需求（外汇储备），从而导致贸易赤字。史蒂芬·米蘭認為，美元需求量大導致長期高估，使美國製造業競爭力下降。
使用国家的货币（如美元）作为全球储备货币，导致国家的货币政策和全球货币政策之间的紧张关系。这反映在根本的国际收支失衡，特别是经常收支：有些目标需要美元总体流出美国，而有些则需要美元总体流入美国。同等程度的货币流入和流出不能同时发生。
特里芬困境通常用来表述美元在布雷顿森林体系下作为储备货币的问题，或更普遍的使用任何国家的货币作为国际储备货币的问题。